# ماكسيميليان هاس
ماكسيميليان هاس (بالألمانية: Maximilian Haas)‏ (7 ديسمبر 1985 بفرايزنغ في ألمانيا - ) هو لاعب كرة قدم ألماني في مركز الدفاع. لعب مع بايرن ميونخ الثاني وبايرن ميونخ وسبورتينغ براغا ونادي ميدلزبره ويو دي ليريا.

## وصلات خارجية
- ماكسيميليان هاس على موقع الاتحاد الأوربي (الإنجليزية)
- ماكسيميليان هاس على موقع قاعدة بيانات كرة القدم.إي يو (الإنجليزية)
- ماكسيميليان هاس على موقع بيانات كرة القدم. دي إي (الألمانية)
- ماكسيميليان هاس على موقع Soccerbase.com (لاعب) (الإنجليزية)
- ماكسيميليان هاس على موقع Soccerway.com (الإنجليزية)
- ماكسيميليان هاس على موقع عالم كرة القدم.نت (الإنجليزية)
- ماكسيميليان هاس على موقع AS.com (الإسبانية)